# Râul Valea Lupului, Cibin
Râul Valea Lupului este un curs de apă, afluent al râului Cibin. 